# Mandy Poitras
Pour les articles homonymes, voir Poitras.
Mandy Poitras, née le 5 août 1971 à Montréal, est une coureuse cycliste canadienne, spécialiste des épreuves d'endurance sur piste.

## Palmarès sur piste

### Championnats du monde
- Bordeaux 1998
  - 10e de la course aux points
- Melbourne 2004
  -  Médaillée d'argent du scratch
- Los Angeles 2005
  - 7e de la course aux points

### Coupe du monde
- 1999
  - 1re de la course aux points à Mexico
- 2000
  - 3e de la course aux points à Cali
- 2002
  - 1re du scratch à Cali
  - 2e du scratch à Monterrey

### Championnats panaméricains
- Bucaramanga 2000
  -  Médaillée de bronze de la poursuite
- Mar del Plata 2005
  -  Médaillée d'argent du scratch

### Championnats nationaux
- Championne du Canada de poursuite : 2001, 2004 et 2005
- Championne du Canada du scratch : 2004
- Championne du Canada de course aux points : 2005

## Palmarès sur route
- 2004
  -  Championne du Canada du critérium
- 2005
  -  Championne du Canada du critérium